# Dackarna Målilla
Dackarna Målilla właśc. Målilla Motorklubb – żużlowy klub z Målilla (Gmina Hultsfred w południowej Szwecji) założony w 1929 roku. W latach 1990–2006 sekcja żużlowa nazywała się Luxo Stars Målilla z uwagi na sponsora. Siedmiokrotny Drużynowy mistrz Szwecji i jeden z najbardziej utytułowanych klubów w historii tych rozgrywek.

## Osiągnięcia
- Drużynowe Mistrzostwa Szwecji:
  - złoto: 7 (1957, 1958, 1959, 1962, 2007, 2021 i 2023)
  - srebro: 6 (1956, 1964, 2016, 2018, 2019 i 2024)
  - brąz: 12 (1951, 1960, 1961, 1974, 2004, 2005, 2006, 2008, 2010, 2012, 2013 i 2015)

## Skład na sezon 2022
Stan na marzec 2022
- Luke Becker
- Adam Ellis
- Maciej Janowski
- Rasmus Jensen
- Theo Johansson
- Brady Kurtz
- Ludvig Lindgren
- Mateusz Świdnicki
- Jacob Thorssell
- Wiktor Trofimow
- Avon van Dyck
- Sammy van Dyck
- Alexander Woentin